# Majątek (Neple)
Majątek – przysiółek wsi Neple w Polsce, położony w województwie lubelskim, w powiecie bialskim, w gminie Terespol. 
W latach 1975–1998 przysiółek należał administracyjnie do województwa bialskopodlaskiego.